# Svitto
Svitto (in tedesco Schwyz, in francese Schwytz, in romancio Sviz) è un comune svizzero di 15 181 abitanti del Canton Svitto, nel distretto di Svitto. Ha lo status di città ed è capitale del cantone e capoluogo del distretto.

## Geografia fisica
Svitto sorge a 516 metri di altitudine (capoluogo) ai piedi dei due Mythen (il Grande Mythen, 1 899 m, e il Piccolo Mythen, 1 811 m), tra il lago di Lauerz e il lago dei Quattro Cantoni.

## Origini del nome
La prima attestazione del toponimo risale al 972, quando in un documento si fa riferimento, in latino medioevale, a una certa villa Suittes. Questa attestazione viene preceduta da una serie di attestazioni incerte comprese tra il 924 e il 960 nelle quali il toponimo sarebbe riportato nelle forme di Swites (Suuites) e Switz. Il nome venne in seguito riportato come Schwitz nel XIII secolo e come Schweitz tra il XVII e il XVIII secolo.
L'etimo rimane incerto: sebbene si sia a lungo presentato il toponimo come derivato dal nome dell'omonimo fondatore della Svizzera, un certo Suito o Switer (spiegazione presente nei libri di testo sino alla prima metà del XX secolo), non c'è al momento comun consenso sull'origine del nome.
Un'etimologia germanica venne suggerita dal Gatschet (1867), il quale fece risalire il toponimo da un verbo dell'alto-tedesco antico significante "bruciare" (suedan), in riferimento alla pratica del debbio.

## Monumenti e luoghi d'interesse

### Architetture religiose
- La piazza centrale, creata dopo l'incendio che nel 1642 distrusse buona parte dell'abitato, è dominata dall'alto fianco meridionale della chiesa barocca di San Martino di Tours (1774)[1], architettura dei fratelli Singer: ha interno con fastosa decorazione di stucchi e affreschi e stazioni della Via Crucis di Sebastiano Ricci (XVIII secolo)[senza fonte].
- La monumentale mole del Dominikanerinnenkloster St. Peter am Bach, monastero delle domenicane[1] ricostruito nel XVIII secolo e oggi adibito a scuola, la cui chiesa è fastosamente decorata[senza fonte].
- Il Kapuzinerkloster, convento dei cappuccini del 1620[1] che all'altare maggiore dell'annessa chiesa mostra una pala (Incoronazione della Vergine, 1620) di Panfilo Nuvolone[senza fonte].

### Architetture civili

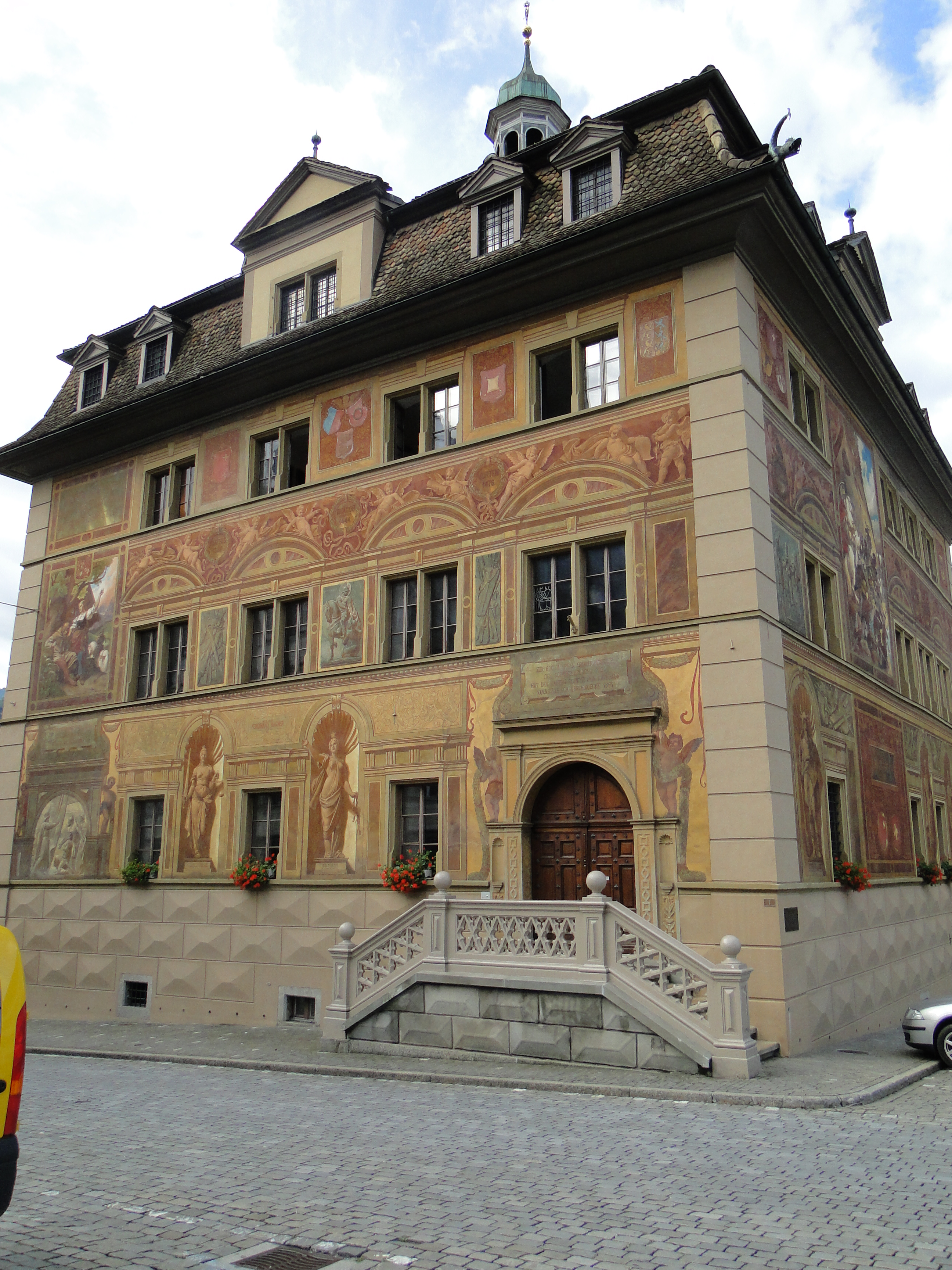
Il municipio

- Sulla piazza sorge il Rathaus, municipio del 1642[1] le cui pareti esterne sono rivestite di affreschi (1891) con episodi e personaggi della storia nazionale. A sinistra dell'edificio è la Bannerbrunnen (fontana del gonfalone del 1649), alle spalle del municipio[senza fonte] la Schatzturm, torre del XII-XIII secolo[senza fonte] che funse da archivio cittadino[1].
- La via, che parte alle spalle della parrocchiale, lascia a destra l'Ital Reding Haus, elegante villa patrizia del 1609[1] riconoscibile per le due torrette a cupola. Piegando a sinistra in St. Karligasse, si superano subito a destra le seicentesche Hettlingen Hauser e Haus Ab Yberg; in fondo alla via è lo Schornhaus (1564). Corre dalla parrocchiale verso ovest, lasciando a sinistra, subito all'inizio, la strada che prende nome dallo Zeughaus[senza fonte], arsenale costruito come granaio[1] nel 1711-1717[senza fonte].
- La diga di Schlattli.

## Cultura
Al numero 20 della Bahnhofstrasse è la sede del Museo dei Patti federali, che custodisce i documenti originali più preziosi della storia della Confederazione: il Patto eterno confederale (1291), il patto di Morgarten del 1315, i patti di alleanza tra i cantoni sovrani, la Convenzione di Stans, le bandiere e i gonfaloni.

## Economia
Nella frazione di Ibach ha sede la Victorinox, azienda produttrice del coltellino svizzero.

## Infrastrutture e trasporti

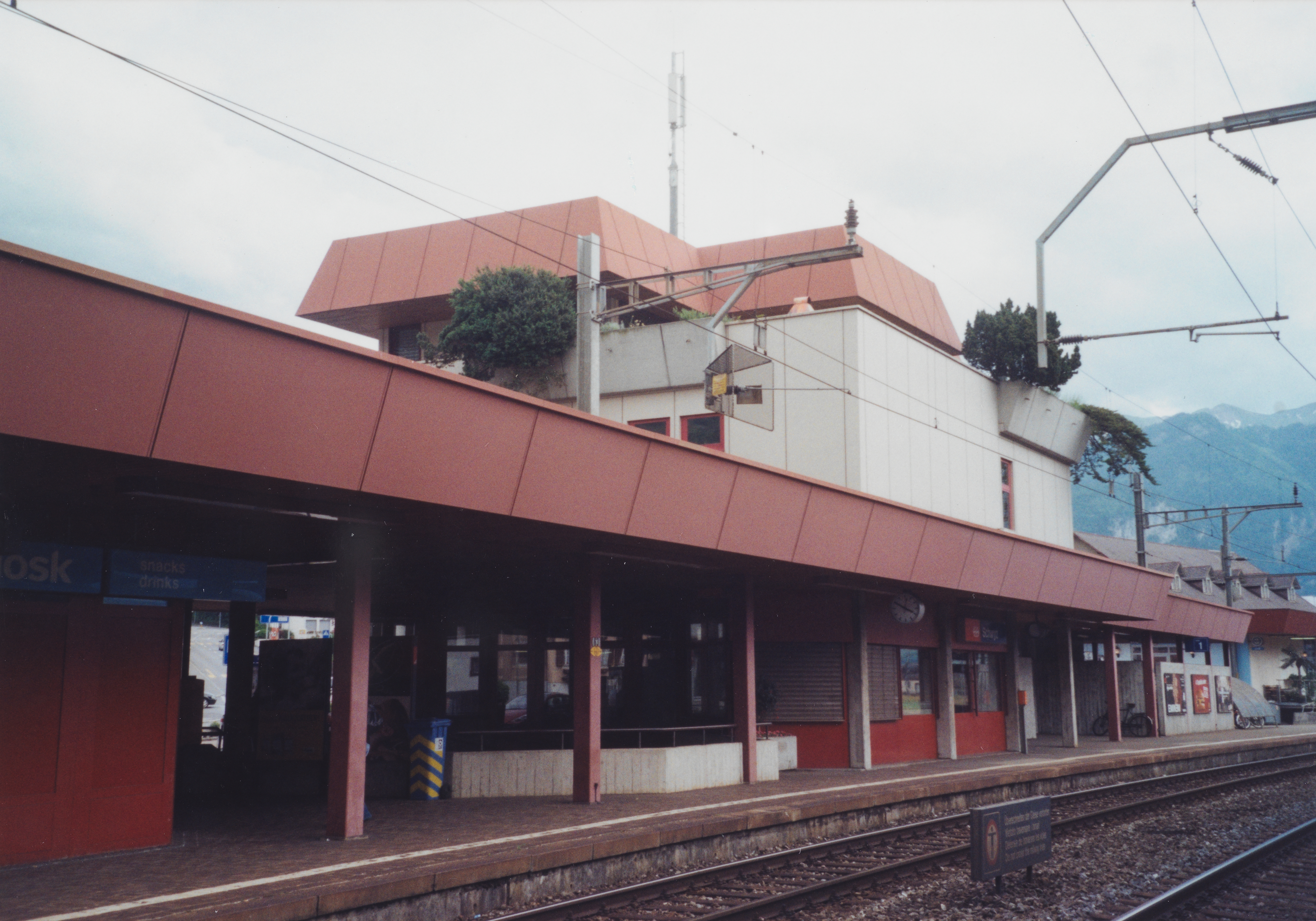
La stazione di Svitto

Svitto è servito dall'omonima stazione sulla ferrovia del Gottardo.
Tra il 1900 e il 1963 Svitto fu collegato a Seewen e Brunnen da una linea tranviaria.